# Imperio
Az Imperio egy osztrák Eurodance / dream trance csoport, amelyet 1994-ben alapított Norbert Reichart producer.

## Zenei karrier
Első albumukat "Veni Vidi Vici" 1995-ben adták ki. Erről az albumról négy kislemez jelent meg. A megjelenés idején a csoport élén Manuela Ray énekesnő és Michael Harris rapper állt. Később, 1995-ben Harris elhagyta a csoportot, és Lawrence Madiát választották csereként. 1996-ban adták ki második albumukat "Return To Paradise", majd 1997-ben a csoport feloszlott.
Évekkel az Imperio feloszlása után kiderült, hogy Manuela Ray és Michael Harris egyetlen éneket sem adott elő a dalokban, mivel azt Tini Kainrath osztrák énekesnő (aki később a The Rounder Girls tagja lett , és Ausztriát képviseli a 2000-es Eurovíziós Dalfesztiválon ) és Paulo Martins portugál rapper. Lawrence Madia sem énekelt, mivel a Return to Paradise összes dalában nem szerepelt rappelés, mivel Paulo Martins nagyjából egy időben távozott a csapatból, mint Michael Harris.
Kainrath és Martins is szerepelt Reichart másik Eurodance projektjében, a Decadance-ben.

## Tagok idővonala
Színpadi fellépők
- Manuela Ray (1994-1997)
- Lawrence Madia (1995-1997)
- Michael Harris (1994-1995)

Stúdióénekesek
- Tini Kainrath (1994-1997)
- Paulo Martins (1994-1995)

## Diszkográfia

### Stúdióalbumok
| Veni Vidi Vici                                                     | - Megjelenés dátuma: 1995. június 1 - Formátumok: CD     | 27 | —  |
| Return to Paradise                                                 | - Megjelenés dátuma: 1996. augusztus 30 - Formátumok: CD | 11 | 26 |
| A "-" azokat a kiadásokat jelöli, amelyek nem szerepeltek a listán |                                                          |    |    |

### Kislemezek
| Év   | Egyetlen             | Csúcsgrafikon pozíciók | Csúcsgrafikon pozíciók | Csúcsgrafikon pozíciók | Csúcsgrafikon pozíciók | Album              |
| Év   | Egyetlen             | AUT                    | GER                    | SPA                    | SUI                    | Album              |
| ---- | -------------------- | ---------------------- | ---------------------- | ---------------------- | ---------------------- | ------------------ |
| 1994 | "Veni vidi vici"     | 3                      | —                      | —                      | —                      | Veni Vidi Vici     |
| 1995 | "Quo Vadis"          | 6                      | 33                     | —                      | —                      | Veni Vidi Vici     |
| 1995 | "Nostra Culpa"       | 3                      | —                      | —                      | —                      | Veni Vidi Vici     |
| 1995 | "Amor Infinitus"     | 10                     | —                      | —                      | —                      | Veni Vidi Vici     |
| 1996 | "Cyberdream"         | 6                      | 43                     | 1                      | —                      | Return to Paradise |
| 1996 | "Atlantis"           | 7                      | 40                     | 5                      | 31                     | Return to Paradise |
| 1996 | "Return to Paradise" | 14                     | —                      | —                      | —                      | Return to Paradise |
| 1997 | "Wings of Love"      | 20                     | —                      | —                      | —                      | Return to Paradise |

### Válogatásalbumok
The Best (1997)
| Hatósági ellenőrzési adatbázisok | Hatósági ellenőrzési adatbázisok                        |
| -------------------------------- | ------------------------------------------------------- |
| Nemzetközi                       | - ISNI - VIAF                                           |
| Nemzeti                          | - Németország - Franciaország - BnF adatok - Csehország |
| Művészek                         | - MusicBrainz                                           |